# Agios Pavlos (Agios Vasilios)

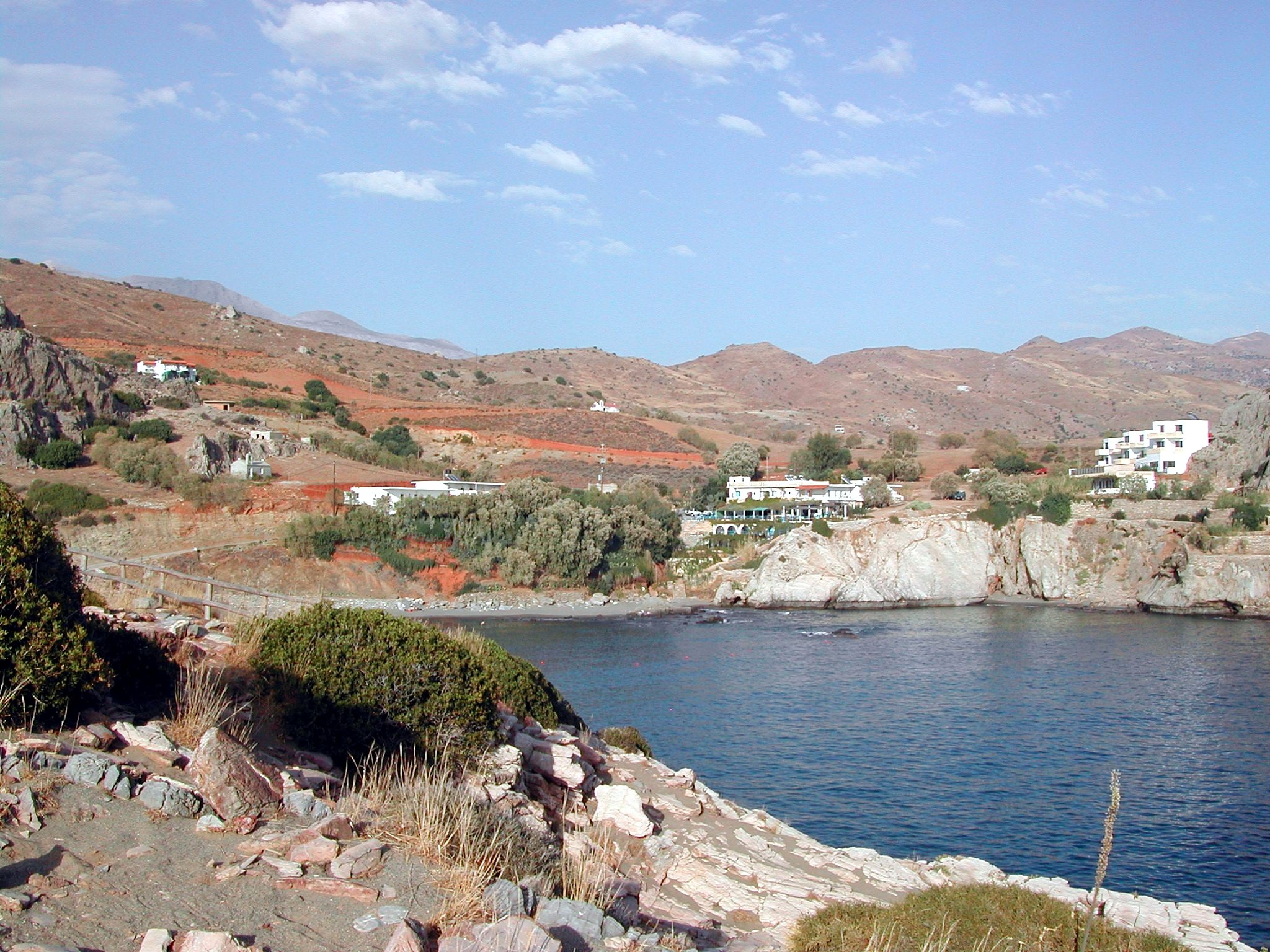
Agios Pavlos

Agios Pavlos (griechisch Άγιος Παύλος (m. sg.) ‚Heiliger Paul‘) ist der Name mehrerer Ortschaften in Griechenland. Eine bekanntere Ortschaft mit diesem Namen liegt an der Südküste der griechischen Mittelmeerinsel Kreta. Sie gehört zur Ortsgemeinschaft Saktouria der Gemeinde Agios Vasilios und liegt 27 Kilometer südöstlich der Ortschaft Spili. Sie hatte 2011 27 gemeldete Einwohner.
Zu erreichen ist Agios Pavlos über eine Straße, die bei Nea Krya Vrysi von der Hauptstraße von Spili nach Agia Galini in Richtung Süden abzweigt. Die etwa 13 Kilometer lange Serpentinen-Straße beginnt aus Richtung Spili kommend rechtsseitig kurz hinter Nea Krya Vrysi und führt über die Ortschaft Saktouria.
Agios Pavlos ist ein ruhiger Ort mit einigen Tavernen, die auch Zimmer vermieten. Die Bucht von Agios Pavlos wird in der Saison täglich von Ausflugsschiffen aus Agia Galini angelaufen. Der Strand der Bucht besteht aus dunklem Sand mit dünenartigen Verwehungen. Der Einstieg ins Wasser ist allerdings wegen rutschiger Felsplatten nicht ungefährlich.
Das westlich der Bucht gelegene Kap Melissa wird wegen seiner Silhouette aus Sicht von Agios Pavlos auch ‚Krokodil‘ genannt. Oberhalb des heutigen Meeresspiegels ist an dessen Felsen die ca. 1,5 Meter hohe, dunklere alte Wasserlinie am ‚Maul‘ des ‚Krokodils‘ zu erkennen: Hier ist deutlich zu sehen, dass die Insel Kreta sich im 4. Jahrhundert n. Chr. im Osten senkte und im Westen hob. Als geologische Besonderheit befindet sich auf dem Rücken des ‚Krokodils‘ die Felsformation einer Gesteinsfaltung (diplóno pétris). Farblich unterschiedliche Gesteinsschichten bilden ein wellenförmiges Streifenmuster.
Hinter der Sanddüne am Kap Melissa beginnt ein langer, weitgehend unberührter Sandstrand, der bis zu den Felsen von Triopetra führt. Von der Düne reicht die Sicht nach Nordwesten bis zum Kloster Preveli und dem markanten Flusseinschnitt des Megalopotamos an dessen Mündung, dem Palmenstrand von Preveli.
Ein weiterer Ort mit diesem Namen liegt im Nordwesten Kretas, ca. 25 km südöstlich der Regionalhauptstadt Chania.
An der Südwestküste Kretas findet sich östlich der Samaria-Schlucht im Verlauf des europäischen Fernwanderweges E4 am Strand des Libyschen Meeres eine Kirche mit dem Namen Agios Pavlos.

## Galerie

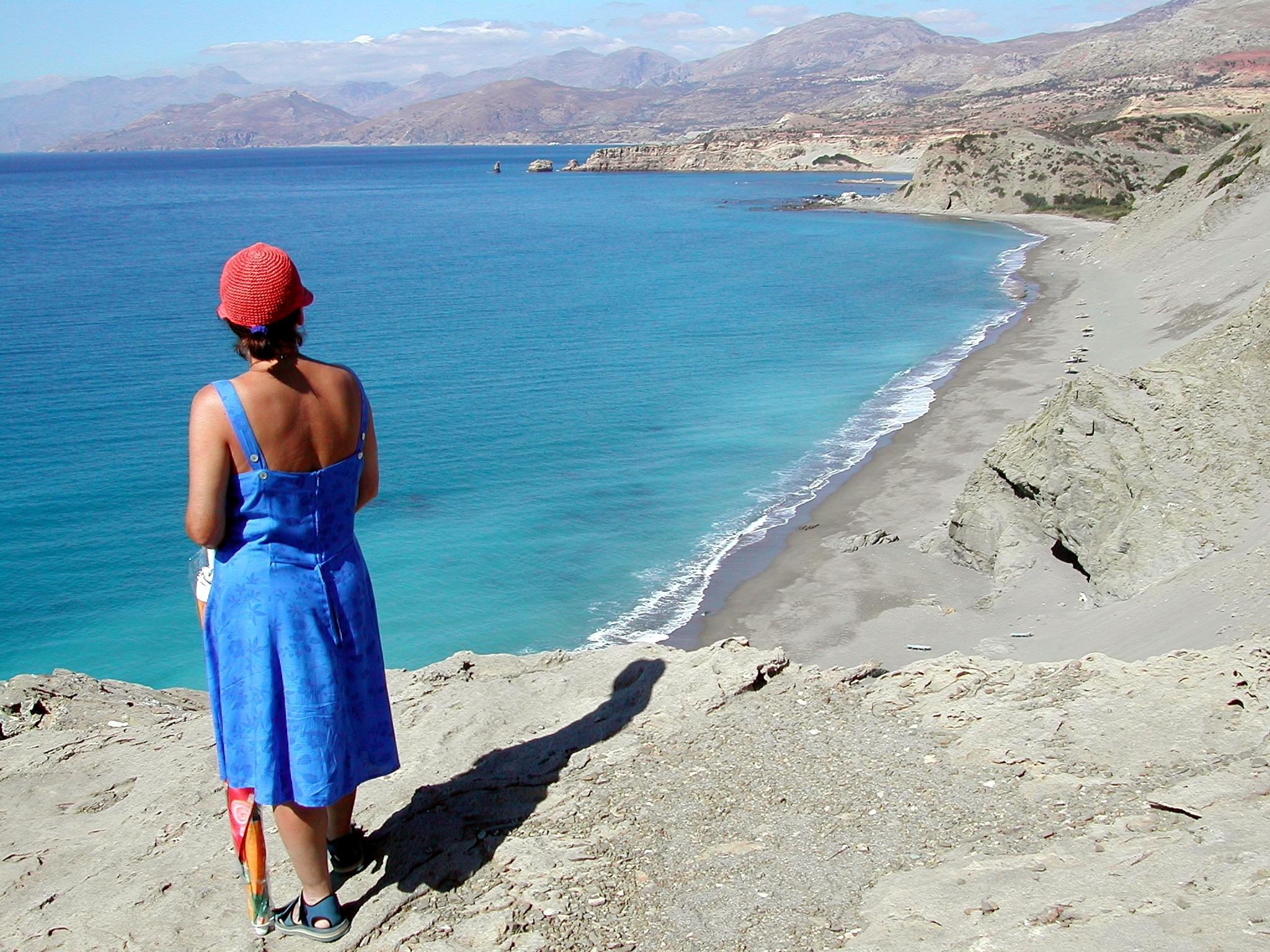
Pavlos-Düne (Blick Richtung Triopetra)
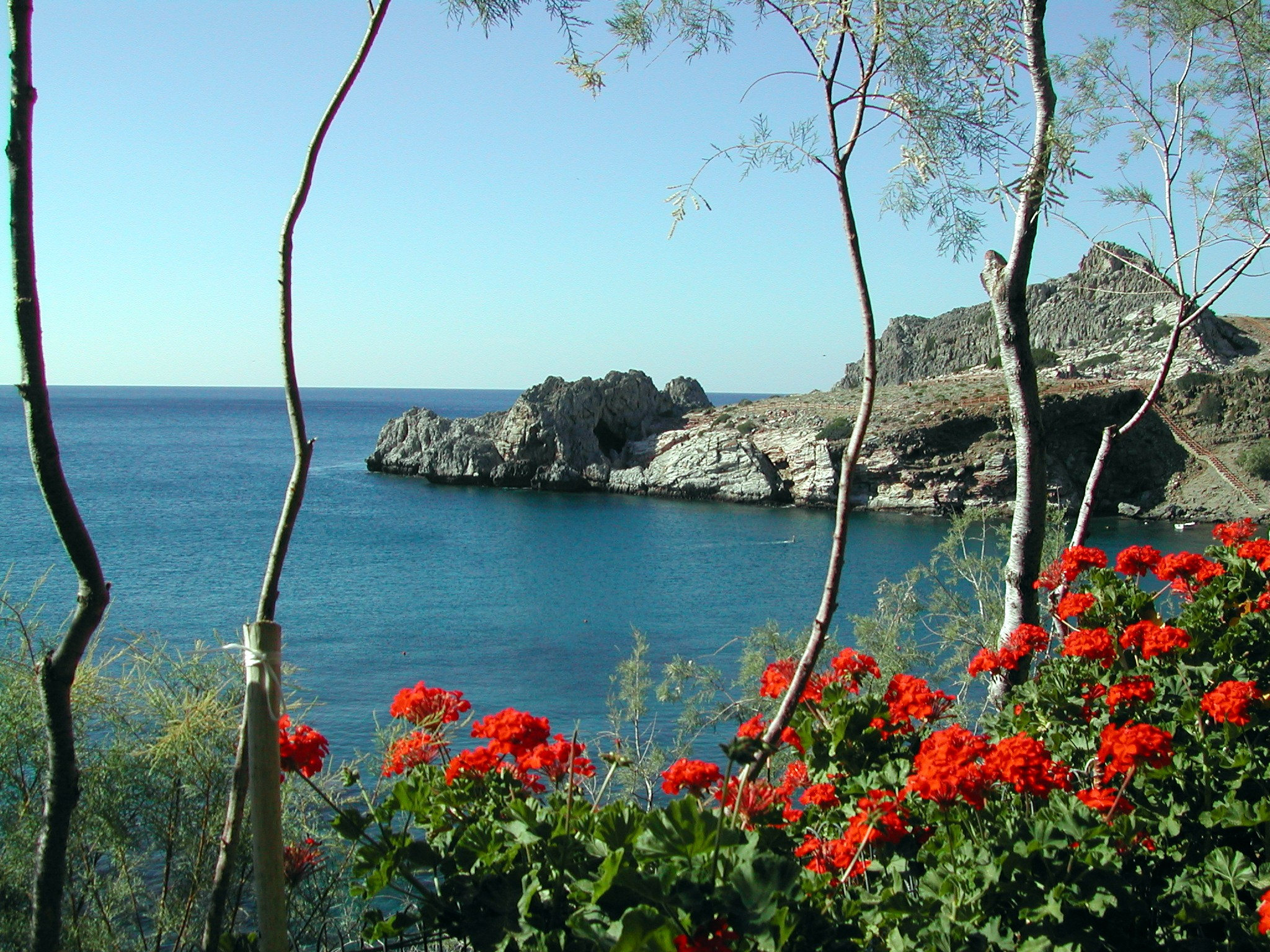
Ansicht „Krokodil“
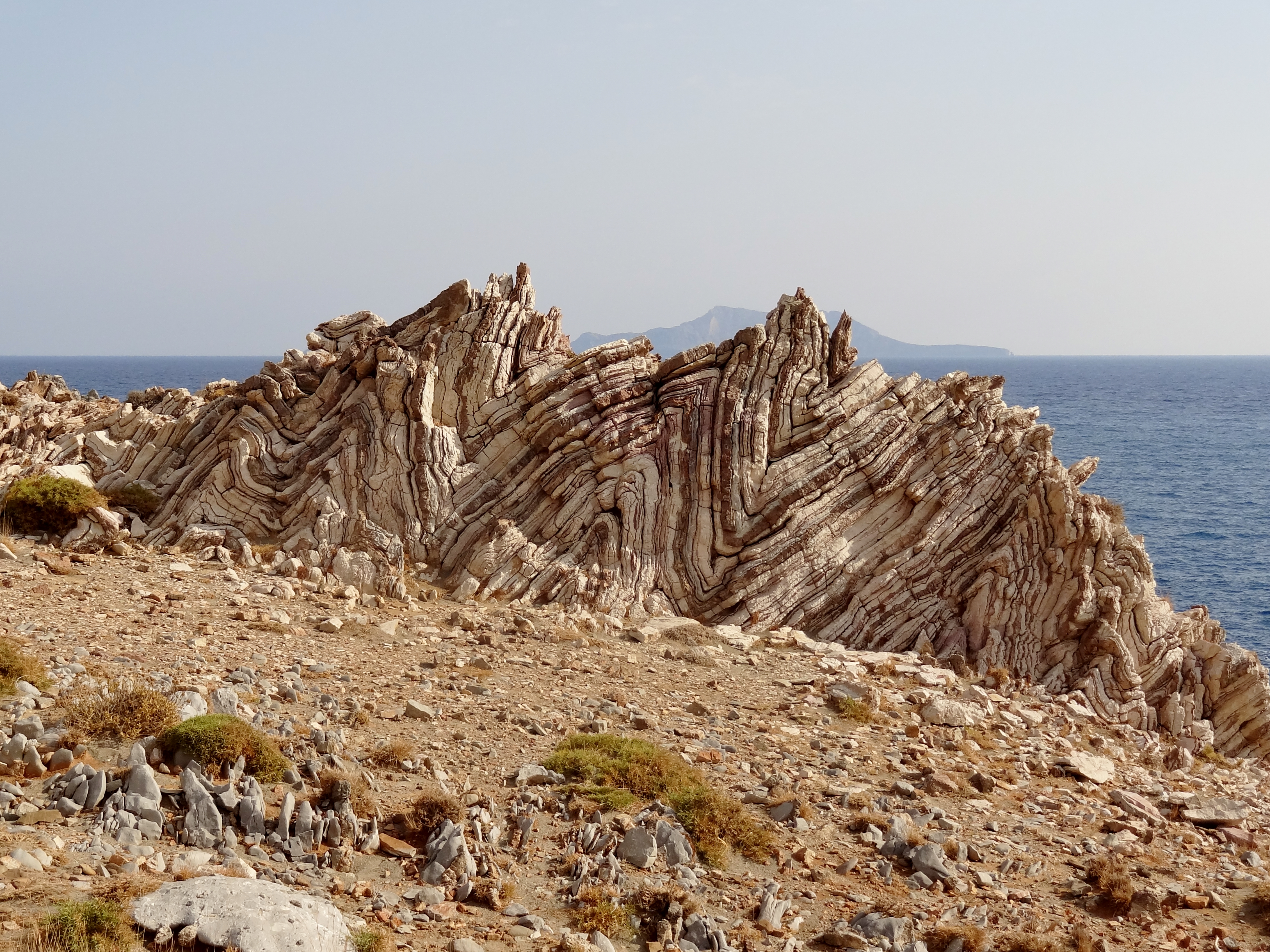
Felsformation (Rücken des „Krokodils“)
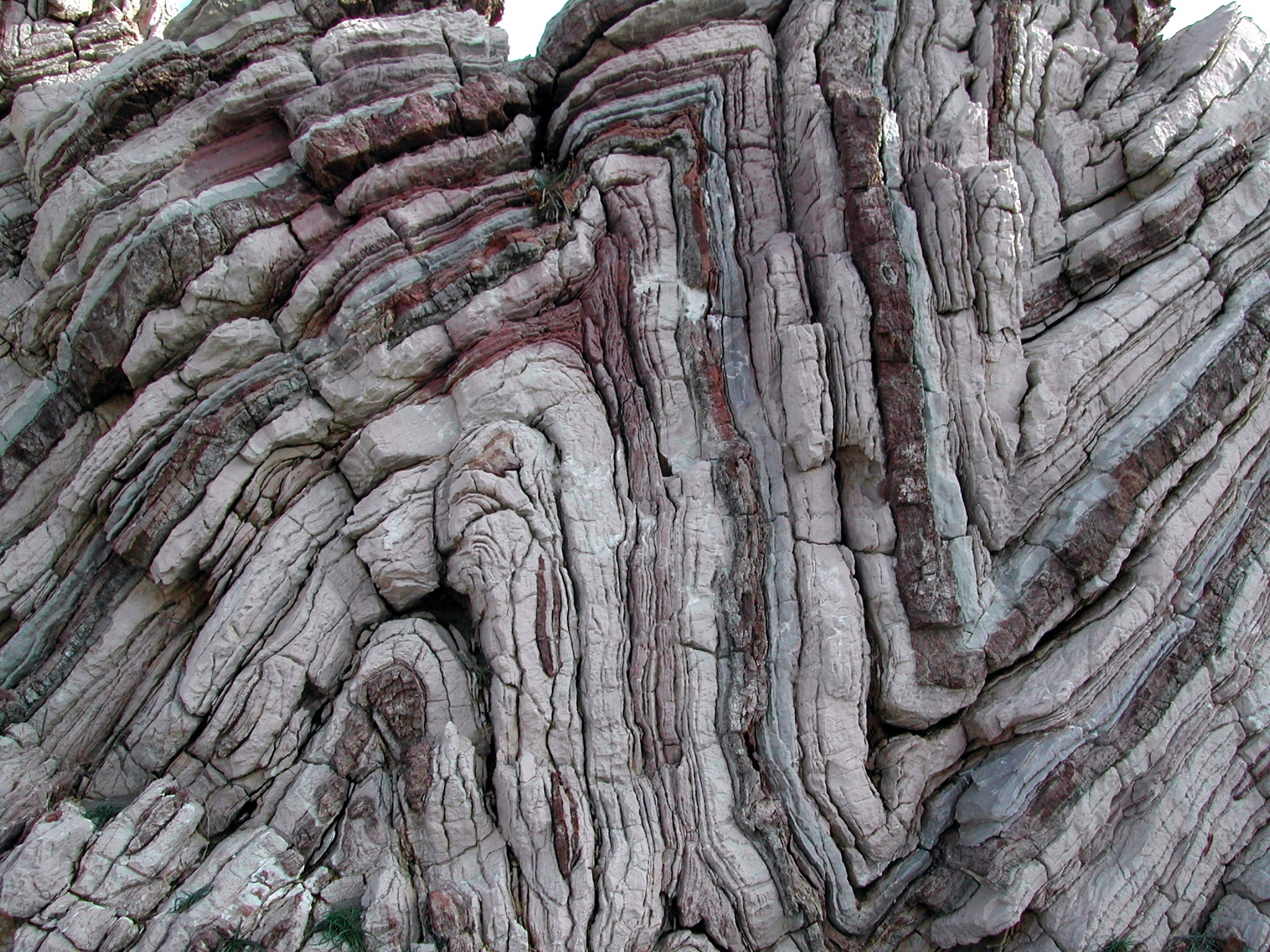
Detail der Felsformation